# Чемпіонат Азії з легкої атлетики 2023
Чемпіонат Азії з легкої атлетики 2023 був проведений 12-16 липня на стадіоні «Супхачаласай» у Бангкоку.
Чемпіони з кросового бігу та напівмарафону були визначені в межах окремих континентальних першостей.
Чемпіони Азії зі спортивної ходьби на 20 кілометрів були визначені двічі — спочатку в березні в межах чемпіонату Японії зі спортивної ходьби, а потім у липні — в межах програми основного чемпіонату.

## Призери основного чемпіонату

### Чоловіки
| Дисципліни                | Золото                                                                                            | Золото        | Срібло                                                                                                   | Срібло   | Бронза | Бронза     |
| ------------------------- | ------------------------------------------------------------------------------------------------- | ------------- | --- | -------- | --- | ---------- |
| 100 метрів                | Янагіта Хірокі Японія                                                                             | 10,02         | Абдулла Абкар Мохаммед Саудівська Аравія                                                                 | 10,19    | Гассан Тафтян Іран                                                                                          | 10,23      |
| 200 метрів                | Удзава Това Японія                                                                                | 20,23         | Ян Чунь Хань Китайський Тайбей                                                                           | 20,48    | Уеяма Кокі Японія                                                                                           | 20,53      |
| 400 метрів                | Сато Кентаро Японія                                                                               | 45,00         | Сато Фуга Японія                                                                                         | 45,13    | Юссеф Ахмед Мазрахі Саудівська Аравія                                                                       | 45,19      |
| 800 метрів                | Абубакар Гайдар Абдалла Катар                                                                     | 1.45,33       | Крішнан Кумар Індія                                                                                      | 1.45,88  | Ебрахім Альзофаїрі Кувейт                                                                                   | 1.46,11    |
| 1500 метрів               | Аджай Кумар Сародж Індія                                                                          | 3.41,51       | Такахасі Юсуке Японія                                                                                    | 3.42,04  | Лю Дечжу КНР                                                                                                | 3.42,30    |
| 5000 метрів               | Ендо Хюга Японія                                                                                  | 13.34,94      | Сіодзірі Кадзуя Японія                                                                                   | 13.43,92 | Гульвір Сінгх Індія                                                                                         | 13.48,33   |
| 10000 метрів              | Тадзава Рен Японія                                                                                | 29.18,44      | Шадрак Кімутаї Коеч Казахстан                                                                            | 29.31,63 | Абхішек Пал Індія                                                                                           | 29.33,26   |
| 110 метрів з бар'єрами    | Такаяма Сунья Японія                                                                              | 13,29         | Сюй Чжої КНР                                                                                             | 13,39    | Якуб Альюха Кувейт                                                                                          | 13,56      |
| 400 метрів з бар'єрами    | Бассем Мохамед Гемейда Катар                                                                      | 48,64         | Кадама Юсаку Японія                                                                                      | 48,96    | Сантхош Кумар Таміларасан Індія                                                                             | 49,09      |
| 3000 метрів з перешкодами | Аокі Рема Японія                                                                                  | 8.34,91       | Ясер Салем Багараб Катар                                                                                 | 8.37,11  | Сунада Сея Японія                                                                                           | 8.39,17    |
| 4×100 метрів              | ТаїландНатават Ямудом Сараоат Дапбанг Чают Хонгпрасіт Пуріпол Боонсон                             | 38,55 NR      | КНРУ Чжицян Се Чженьє Чень Цзяпен Чень Гуаньфен                                                          | 38,87    | Південна КореяСаймон Лі Ко Сон Хван Сін Мін Кьо Пак Вон Чін                                                 | 38,99      |
| 4×400 метрів              | Шрі-ЛанкаАруна Дхаршана Раджіта Ніранджан Пабасара Ніку Калінга Кумараге Пасінду Кодікара (забіг) | 3.01,56 CR NR | ІндіяАмодж Джейкоб Мухаммед Варіятоді Міджо Куріан Раджеш Рамеш Рахул Кадам (забіг) Ніхал Вільям (забіг) | 3.01,80  | КатарБассем Гемейда Абубакер Абдалла Ісмаїл Абакар Ашраф Осман Абдірахман Гассан (забіг) Дудай Умар (забіг) | 3.04,26 SB |
| Ходьба 20 км              | Мураяма Ютаро Японія                                                                              | 1:24.40       | Ван Кайхуа КНР                                                                                           | 1:25.29  | Вікаш Сінгх Індія                                                                                           | 1:29.32    |
| Стрибки у висоту          | У Сан Хьок Південна Корея                                                                         | 2,28          | Сарвеш Аніл Кушаре Індія                                                                                 | 2,26     | Таван Кеодам Таїланд                                                                                        | 2,26       |
| Стрибки з жердиною        | Ернест Джон Об'єна Філіппіни                                                                      | 5,91 CR       | Гуссейн Асім Альхізам Саудівська Аравія                                                                  | 5,56     | Хуан Бокай КНР                                                                                              | 5,51       |
| Стрибки в довжину         | Лінь Юйтан Китайський Тайбей                                                                      | 8,40          | Муралі Срішанкар Індія                                                                                   | 8,37     | Чжан Мінкунь КНР                                                                                            | 8,08       |
| Потрійний стрибок         | Абдулла Абубакер Індія                                                                            | 16,92         | Ікехата Гіраку Японія                                                                                    | 16,73    | Кім Чан У Південна Корея                                                                                    | 16,59      |
| Штовхання ядра            | Таджіндерпал Сінгх Тур Індія                                                                      | 20,23         | Меді Сабері Іран                                                                                         | 19,98    | Іван Іванов Казахстан                                                                                       | 19,87      |
| Метання диска             | Абудуайні Туергун КНР                                                                             | 61,19         | Еїсса Занкаві Кувейт                                                                                     | 60,23    | Мухаммад Ірфан бін Шамшуддін Таїланд                                                                        | 59,63      |
| Метання молота            | Ван Ці КНР                                                                                        | 72,13         | Сухроб Ходжаєв Узбекистан                                                                                | 71,83    | Фукуда Сьота Японія                                                                                         | 71,80      |
| Метання списа             | Родерік Генкі Дін Японія                                                                          | 83,15         | Ману Деваракешаві Пракаша Індія                                                                          | 81,01    | Мухаммад Ясір Пакистан                                                                                      | 79,93      |
| Десятиборство             | Маруяма Юма Японія                                                                                | 7745          | Суттхісак Сінгхон Таїланд                                                                                | 7626     | Теджасвін Шанкар Індія                                                                                      | 7527       |

### Жінки
| Дисципліни                | Золото                                                                  | Золото     | Срібло                                                                              | Срібло   | Бронза                                                                             | Бронза      |
| ------------------------- | ----------------------------------------------------------------------- | ---------- | ----------------------------------------------------------------------------------- | -------- | ---------------------------------------------------------------------------------- | ----------- |
| 100 метрів                | Шанті Перейра Сінгапур                                                  | 11,20      | Фарзанех Фасіхі Іран                                                                | 11,39    | Ге Маньці КНР                                                                      | 11,40       |
| 200 метрів                | Шанті Перейра Сінгапур                                                  | 22,70      | Джйоті Ярраджі Індія                                                                | 23,13    | Лі Юйтін КНР                                                                       | 23,25       |
| 400 метрів                | Надіша Романаяка Шрі-Ланка                                              | 52,61 PB   | Фаріда Солієва Узбекистан                                                           | 52,95    | Аїшвар'я Кайлаш Мішра Індія                                                        | 53,07       |
| 800 метрів                | Тхаруші Діссанаяка Шрі-Ланка                                            | 2.00,66    | КМ Чанда Індія                                                                      | 2.01,58  | Гаянтіка Артігала Шрі-Ланка                                                        | 2.03,25     |
| 1500 метрів               | Танака Нодзомі Японія                                                   | 4.06,75 CR | Гото Юме Японія                                                                     | 4.13,25  | Гаянтіка Артігала Шрі-Ланка                                                        | 4.14,39     |
| 5000 метрів               | Ямамото Юма Японія                                                      | 15.51,16   | Парул Чодхарі Індія                                                                 | 15.52,35 | Анкіта Дьяні Індія                                                                 | 16.03,33    |
| 10000 метрів              | Кокай Харука Японія                                                     | 32.59,36   | Кавагуті Момока Японія                                                              | 33.18,72 | Баяртсогт Мунхзая Монголія                                                         | 33.24,79 NR |
| 100 метрів з бар'єрами    | Джйоті Ярраджі Індія                                                    | 13,08      | Терада Асука Японія                                                                 | 13,13    | Аокі Масумі Японія                                                                 | 13,26       |
| 400 метрів з бар'єрами    | Робін Лорен Браун Філіппіни                                             | 57,50      | Уцуномія Ері Японія                                                                 | 57,73    | Ямамото Амі Японія                                                                 | 57,80       |
| 3000 метрів з перешкодами | Парул Чодхарі Індія                                                     | 9.38,76    | Сюй Шуаншуан КНР                                                                    | 9.44,54  | Йосімура Реймі Японія                                                              | 9.48,48     |
| 4×100 метрів              | КНРЛян Сяоцзін Вей Юнлі Юань Ціці Ге Маньці                             | 43,35      | ЯпоніяКурасіге Міу Кумісіма Аріса Цурута Ремі Мікасе Мідорі                         | 43,95    | ТаїландСупаван Тхіпат Супаніч Поолкерд Он-Ума Чаттха Атхіча Пхеткун                | 44,56       |
| 4×400 метрів              | В'єтнамТхі Нгок Нгуєн Тхі Мінь Хань Хоанг Тхі Хуєн Нгуєн Тхі Ханг Нгуєн | 3.32,36    | Шрі-ЛанкаНадіша Раманаяка Балапувадуге Мендіс Мадаппулі Фернандо Тхаруші Діссанаяка | 3.33,27  | ІндіяРезоана Маллік Хіна Аїшвар'я Кайлаш Мішра Джйотіка Срі Данді Субха Венкатесан | 3.33,73     |
| Ходьба 20 кілометрів      | Ян Люцзин КНР                                                           | 1:32.37    | Пріянка Госвамі Індія                                                               | 1:34.24  | Умено Юкіко Японія                                                                 | 1:36.17     |
| Стрибки у висоту          | Крістіна Овчинникова Казахстан                                          | 1,86       | Єлизавета Матвеєва Казахстан                                                        | 1,86     | Світлана Радзивіл Узбекистан                                                       | 1,83        |
| Стрибки з жердиною        | Лі Лін КНР                                                              | 4,66       | Ню Чуньге КНР                                                                       | 4,51     | Чаяніса Чомчуенде Таїланд                                                          | 4,10        |
| Стрибки в довжину         | Гата Суміре Японія                                                      | 6,97 CR NR | Шайлі Сінгх Індія                                                                   | 6,54     | Чжун Цзявей КНР                                                                    | 6,46        |
| Потрійний стрибок         | Морімото Маріко Японія                                                  | 14,06      | Цзен Жуй КНР                                                                        | 14,01    | Нгуен Тхі Хуонг В'єтнам                                                            | 13,68       |
| Штовхання ядра            | Сун Цзяюань КНР                                                         | 18,88      | Абха Хатуа Індія                                                                    | 18,06    | Манпріт Каур Індія                                                                 | 17,00       |
| Метання диска             | Фен Бінь КНР                                                            | 66,42      | Ван Фан КНР                                                                         | 58,49    | Субенрат Інсаєнг Таїланд                                                           | 55,80       |
| Метання молота            | Чжао Цзе КНР                                                            | 69,39      | Джой Мак-Артур Японія                                                               | 66,56    | Муракамі Райка Японія                                                              | 64,17       |
| Метання списа             | Сайто Маріна Японія                                                     | 61,67      | Лю Шиїн КНР                                                                         | 61,51    | Ділхані Лекамге Шрі-Ланка                                                          | 60,93 NR    |
| Семиборство               | Катерина Вороніна Узбекистан                                            | 6098       | Свапна Барман Індія                                                                 | 5840     | Ямасакі Юкі Японія                                                                 | 5696        |

### Змішана дисципліна
| Дисципліни   | Золото                                                                 | Золото  | Срібло                                                                                         | Срібло  | Бронза                                                         | Бронза  |
| ------------ | ---------------------------------------------------------------------- | ------- | ---------------------------------------------------------------------------------------------- | ------- | -------------------------------------------------------------- | ------- |
| 4×400 метрів | ІндіяРаджеш Рамеш Аїшвар'я Кайлаш Мішра Амодж Джейкоб Субха Венкатесан | 3.14,70 | Шрі-ЛанкаАруна Дхаршана Сінгхапураге Мудіянселаге Діссанаяка Кумараге Калінга Надіша Раманаяка | 3.15,41 | ЯпоніяІмайдзумі Кенкі Кубояма Харуна Сато Фуга Мацумото Нанако | 3.15,71 |

## Крос
Чемпіонат Азії з кросу 2023 був проведений 7 березня в Катманду.

### Чоловіки
| Дисципліни | Золото               | Золото | Срібло              | Срібло | Бронза          | Бронза |
| ---------- | -------------------- | ------ | ------------------- | ------ | --------------- | ------ |
| Крос 10 км | Діпак Адхікарі Непал | 33.53  | Каміно Дайті Японія | 33.53  | Пал Мукеш Індія | 34.33  |

### Жінки
| Дисципліни | Золото              | Золото | Срібло                | Срібло | Бронза       | Бронза |
| ---------- | ------------------- | ------ | --------------------- | ------ | ------------ | ------ |
| Крос 10 км | Саруміда Юка Японія | 38.33  | Раджпура Пачхаї Непал | 41.31  | Соніка Індія | 41.32  |

## Спортивна ходьба
Чемпіонат Азії зі спортивної ходьби 2023 був проведений 19 березня в Номі в межах 47-го чемпіонату Японії зі спортивної ходьби. Чоловіки та жінки змагались на дистанції 20 кілометрів.

### Чоловіки
| Дисципліни           | Золото             | Золото  | Срібло                       | Срібло  | Бронза         | Бронза  |
| -------------------- | ------------------ | ------- | ---------------------------- | ------- | -------------- | ------- |
| Ходьба 20 кілометрів | Акшдіп Сінгх Індія | 1:20.57 | Чхве Пьон Кан Південна Корея | 1:21.20 | Вень Юнцзе КНР | 1:22.44 |

### Жінки
| Дисципліни           | Золото       | Золото  | Срібло           | Срібло  | Бронза                | Бронза  |
| -------------------- | ------------ | ------- | ---------------- | ------- | --------------------- | ------- |
| Ходьба 20 кілометрів | Лань Гао КНР | 1:29.25 | Янай Аяне Японія | 1:30.58 | Пріянка Госвамі Індія | 1:32.27 |

## Напівмарафон
Чемпіонат Азії з напівмарафону 2023 був проведений 11 листопада в Дубаї.

### Чоловіки
| Дисципліни   | Золото             | Золото  | Срібло      | Срібло  | Бронза             | Бронза  |
| ------------ | ------------------ | ------- | ----------- | ------- | ------------------ | ------- |
| Напівмарафон | Дой Дайсуке Японія | 1:03.43 | Ян Кегу КНР | 1:04.04 | Саван Барвал Індія | 1:04.30 |

### Жінки
| Дисципліни   | Золото                | Золото  | Срібло                       | Срібло  | Бронза                        | Бронза  |
| ------------ | --------------------- | ------- | ---------------------------- | ------- | ----------------------------- | ------- |
| Напівмарафон | Янагітані Хіна Японія | 1:12.41 | Сардана Трофімова Киргизстан | 1:14.44 | Гульшаной Сатарова Киргизстан | 1:15.18 |

## Медальний залік
Спортсмени 19 країн-учасниць завоювали медалі основного чемпіонату.
| Місце                | Країна               | Золото | Срібло | Бронза | Загалом |
| -------------------- | -------------------- | ------ | ------ | ------ | ------- |
| 1                    | Японія               | 16     | 11     | 10     | 37      |
| 2                    | КНР                  | 8      | 8      | 6      | 22      |
| 3                    | Індія                | 6      | 12     | 9      | 27      |
| 4                    | Шрі-Ланка            | 3      | 2      | 3      | 8       |
| 5                    | Катар                | 2      | 1      | 1      | 4       |
| 6                    | Сінгапур             | 2      | 0      | 0      | 2       |
| 6                    | Філіппіни            | 2      | 0      | 0      | 2       |
| 8                    | Казахстан            | 1      | 2      | 1      | 4       |
| 8                    | Узбекистан           | 1      | 2      | 1      | 4       |
| 10                   | Таїланд              | 1      | 1      | 4      | 6       |
| 11                   | Китайський Тайбей    | 1      | 1      | 0      | 2       |
| 12                   | Південна Корея       | 1      | 0      | 2      | 3       |
| 13                   | В'єтнам              | 1      | 0      | 1      | 2       |
| 14                   | Іран                 | 0      | 2      | 1      | 3       |
| 14                   | Саудівська Аравія    | 0      | 2      | 1      | 3       |
| 16                   | Кувейт               | 0      | 1      | 2      | 3       |
| 17                   | Малайзія             | 0      | 0      | 1      | 1       |
| 17                   | Монголія             | 0      | 0      | 1      | 1       |
| 17                   | Пакистан             | 0      | 0      | 1      | 1       |
| Загалом (19 збірних) | Загалом (19 збірних) | 45     | 45     | 45     | 135     |